# Захарова (Верхотурський міський округ)
Заха́рова (рос. Захарова) — присілок у складі Верхотурського міського округу Свердловської області.
Населення — 2 особи (2010, 2 у 2002).
Національний склад населення станом на 2002 рік: росіяни — 100 %.